# Howling
Howling (orig. Howling IV: The Original Nightmare) ist ein britischer Direct-to-Video-Horrorfilm von 1988 unter der Regie von John Hough nach einem Drehbuch von Freddie Rowe und Clive Turner. Mit Romy Windsor, Michael T. Weiss, Antony Hamilton, Susanne Severeid und Lamya Derval in den Hauptrollen ist Howling der vierte Film in der Serie sieben eigenständiger Filme mit loser Kontinuität und damit eher keine Fortsetzung, sondern eine getreue Adaption von Gary Brandners Romanvorlage The Howling (1977).
International Video Entertainment (IVE) brachte den Film 1988 direkt auf Video heraus. Die Platinum Disc Corporation (jetzt Echo Bridge Home Entertainment) veröffentlichte ihn 2004 auf DVD, und seitdem wurde er mehrfach veröffentlicht. Der Film wurde in Südafrika gedreht.

## Inhalt
Die Autorin Marie Adams (gespielt von Romy Windsor) hat Visionen von einer Nonne. Sie befindet sich gerade in einer Besprechung mit ihrem Agenten Tom Billings (gespielt von Antony Hamilton), als sie eine weitere Vision von einer wolfsähnlichen Kreatur hat, die aus einem Feuer springt. Daraufhin beginnt sie hysterisch zu schreien. Maries Ehemann Richard (gespielt von Michael T. Weiss) bespricht ihren Zustand mit ihrem Arzt und stellt fest, dass Maries überreizte Fantasie sie in Gefahr bringt. Der Arzt rät Richard, Marie für ein paar Wochen vom Druck ihres Lebens zu befreien. Richard findet eine Hütte in der Kleinstadt Drago, einige Stunden von Los Angeles entfernt. Tom fährt Marie dorthin, reist dann aber auf Richards Geheiß schnell wieder ab. Marie sieht sich in dem Haus um und findet es perfekt. Doch in der Nacht, während sie und Richard miteinander schlafen, wird Marie durch ein Heulen im Wald gestört.
Am nächsten Tag sehen sich Marie und Richard in Drago um, wo sie die geheimnisvolle Eleanor (gespielt von Lamya Derval) treffen, eine Künstlerin aus dem Ort, die einen Laden für Antiquitäten und Nippes besitzt, sowie die Ormsteads, die den örtlichen Laden betreiben. Marie geht mit ihrem Hund spazieren und ist verzweifelt, als er wegläuft. In dieser Nacht träumt Marie von Wölfen, von sich selbst, wie sie durch den Wald läuft, und von der gleichen Nonne, von der sie Visionen hatte. Richard fährt zu einem Treffen nach Los Angeles, und Marie unterhält sich mit Mrs. Ormstead (gespielt von Kate Edwards), die ihr von dem früheren Ehepaar erzählt, das das Haus bewohnte und die Stadt ohne ein Wort verließ. Marie ist auf dem Heimweg durch den Wald, als sie plötzlich die Nonne aus ihren Visionen vor sich sieht. Sie rennt ihr hinterher – doch es stellt sich heraus, dass es Eleanor in einem dunklen Umhang ist. Eleanor zeigt ihr eine Abkürzung zur Hütte, die Marie nimmt. Auf dem Weg dorthin entdeckt sie eine Höhle und die Überreste ihres Hundes.
Entsetzt rennt Marie durch den Wald und wird sich plötzlich bewusst, dass sie verfolgt wird. In der Hütte beruhigt Richard seine hysterische Frau und schaut nach draußen, aber er sieht nichts, nicht einmal die dunkle Gestalt in der Nähe. Am nächsten Morgen wird Marie Zeugin einer seltsamen Erscheinung: ein älterer Mann und eine ältere Frau erscheinen in ihrem Wohnzimmer und warnen sie, wegzugehen. Marie wird kurzzeitig von einem Auto abgelenkt, das draußen vor der Tür steht, und im nächsten Moment sind ihre geisterhaften Besucher wieder verschwunden. Bei dem Neuankömmling handelt es sich um Janice Hatch (gespielt von Susanne Severeid), die in der Gegend Urlaub macht und ein Fan von Maries Schriften ist. Marie bittet sie herein und erwähnt im Laufe des Gesprächs das Heulen, das sie nachts hört.
Nach einigem Zögern erzählt Janice, dass sie früher Nonne war und dass ihre engste Freundin, Schwester Ruth (gespielt von Megan Kruskal), vor über einem Jahr verschwunden ist. Nach langer Krankheit starb Ruth, ohne sich erklären zu können, was mit ihr geschehen war, und Janice verließ das Kloster, entschlossen, die Wahrheit herauszufinden. Marie ist beunruhigt, weil eine Nonne erwähnt wird, und noch mehr, als Janice ihr ein Foto von Schwester Ruth zeigt: Es ist die Nonne aus ihren Visionen. Währenddessen fühlt sich Richard, der von Maries Instabilität und ihren Visionen frustriert ist, zu Eleanor hingezogen und schläft mit ihr.
Marie erfährt schließlich, dass alle Bewohner des Dorfes Werwölfe sind und dass Schwester Ruth „Werwölfe sind hier“ geplappert hat und nicht „Wir sind alle in Angst“, wie alle angenommen hatten. Als sie Richard erzählt, was sie herausgefunden hat, weist er ihre Behauptungen wütend zurück und macht einen Spaziergang durch den Wald nahe ihrem Haus. Dabei sieht er Eleanor, die scheinbar auf ihn wartet, was dazu führt, dass die beiden intim werden. Während ihres Treffens verwandelt sich Eleanor in einen Werwolf und beißt Richard, bevor sie davonläuft. Er stolpert zurück zum Haus und erzählt Marie, dass er den Werwolf gesehen hat. Doch in der Nacht, als er vom Stadtarzt untersucht wird, behauptet er, er sei nur gestürzt. Richard beginnt, sich seltsam zu verhalten, und in der nächsten Nacht verwandelt er sich bei einem Waldspaziergang in einen Werwolf, während die Dorfbewohner, die sich ebenfalls als Werwölfe entpuppen, zusehen und versuchen, Marie anzugreifen.
Marie entkommt und lockt die Dorfbewohner mit Hilfe der Glocke in die örtliche Kirche, wo sie alle, auch Richard, lebendig verbrennt. Der Film endet mit einem brennenden Werwolf, der sich aus dem Feuer auf Marie stürzt, so wie sie es in ihrer Vision vorausgesagt hatte.

## Produktion
Die Dreharbeiten von Howling fanden in Südafrika statt.

## Filmmusik
Der Titelsong zum Film Something Evil, Something Dangerous, wurde von Justin Hayward, dem Leadsänger von The Moody Blues, gesungen.

## Fortsetzung
Der Co-Autor Clive Turner tritt im Film als Abschleppwagenfahrer auf. Er arbeitete auch an den nachfolgenden Filmen Howling V: The Rebirth und Howling VI: The Freaks und schrieb und führte Regie beim siebten Film der Howling-Reihe, Howling: New Moon Rising.

## Rezeption
In Horrorfilmen der 1980er Jahre bewertete der Autor John Kenneth Muir es mit 1,5/4 Sternen. Scott Aaron Stine schrieb in The Gorehounds Guide to Splatter Films of the 1980s, dass der Film „völlig generisch“ und eine Wiederholung des Originals sei. Mike Mayo nannte den Film in The Horror Show Guide: The Ultimate Frightfest of Movies unsuspensiv und sagte, die einzige Verbindung des Films zur Serie sei sein Titel. Craig J. Clark von The A.V. Club schrieb, dass das low budget und schlechte Spezialeffekte verhindern, dass der Film spannend wird.
Der Filmdienst urteilte, die „sattsam bekannte Gruselgeschichte dient als Vorwand für die genreüblichen Angst- und Schreckensszenen“, die Tricktechnik sei „solide“.